# Jules Maret-Leriche
Jules Maret-Leriche, né le 27 décembre 1825 à Paris 11e où il est mort le 24 octobre 1907 à Neuilly-sur-Seine, est un journaliste français.

## Biographie
Initialement attaché aux beaux-arts sous le Second Empire, Maret-Leriche a succédé à Barbey d'Aurevilly comme critique dramatique au Nain jaune. Il a collaboré à une multitude de périodiques : le Gaulois, la Revue et Gazette musicale, la Revue des races latines (d) , Le Magasin des familles (d) , le Censeur universel, l’Orphéon, la Comédie, la Presse théâtrale, musicale et artistique, la Réforme musicale, la Célébrité, le Moniteur des Expositions, etc.
Parmi les petits journalistes. Il s’est fait principalement l’historiographe des théâtres subventionnés, faisant l’inventaire des grandes scènes, notamment de l’Odéon et de la Comédie Française, en comptes-courants, supputant leurs travaux, proportionnant le nombre de représentations, les parts du temps consacré au genre, les passant au crible des circulaires ministérielles et des clauses des cahiers des charges.
Également correspondant de la Presse de Londres, de la Fédération Artistique de Bruxelles, on lui doit, entre autres brochures, des travaux statistiques sur le théâtre et sur les expositions, une Réforme administrative du théâtre en France, un Avenir financier des Expositions, etc.
Esprit militant et positif, il a élargi son intérêt à d’autres questions, et contribué à la fondation de l’Académie d’aérostation et aux progrès de la crémation en France, voire milité pour les droits des animaux.

## Jugements
« C’était un écrivain brillant mais d’une trop grande modestie, un lettré spirituel et d’une rare originalité d’idées. Sa verve caustique, l’abondance de ses connaissances, toujours présentées sans pédantisme, dans une forme si joliment française et si personnelle, faisaient de chacun de ses articles, une page de littérature ou de critique »

## Publications
- Les Expositions d’art au XIXe siècle, Paris, L’auteur, 1866, 73 p., in-8º (OCLC 759622964).
- Les Matinées littéraires et la société de patronage des auteurs dramatiques inconnus fondées par M.H. Ballande : aux théâtres de la Gaîté et de la Porte-Saint-Martin, complément d'instruction publique par le théâtre, étude, Paris, Librairie théâtrale, 1874, 36 p., in-8º (OCLC 759744493).
- De l’avenir financier des expositions nationales des beaux-arts sous le règne de Napoléon III, Paris, C. Donniol, 1861, in-8º (OCLC 461363787).
- Marie, Ève et sa descendance, réhabilitation de la femme, Paris, Humbert, 1864, 47 p., in-16 (OCLC 458084836).
- Vues des monumens antiques de Naples gravées à l'aqua-tinta : accompagnées de notices et de dissertations, Paris, Bruère, 1827, iv, 110 p., 60 pl. (OCLC 801707148)
- Les Expositions posthumes : Paul Delaroche. Ary Scheffer. E. Delacroix. H. Flandrin, Paris, Librairie artistique et théâtrale, [s.d.], 15 p., in-8º (OCLC 27375035).
- Notice biographique sur Mme Arnould-Duplessy, de la Comédie-française, Paris, Bureau du Musée biographique, 1857, 12 p., in-8º (OCLC 458084840).
- Les Chiens, Paris, F. Humbert, 1864, 107 p., in-18 (OCLC 458084815, lire en ligne sur Gallica).
- Les Expositions d’art au XIXe siècle, Paris, Schiller, 1870, 71 p., in-8º (OCLC 762823311, lire en ligne sur Gallica).